# Elton Monteiro
Elton Monteiro Almada (Sion, 22 febbraio 1994) è un calciatore svizzero naturalizzato portoghese, difensore del Vevey, fratello del calciatore Joël Monteiro.